# In the Woods...
Az In the Woods... norvég pszichedelikus black metal/progresszív metal/progresszív rock zenekar. 

## Története
Az együttes 1991-ben, más forrás szerint 1990-ben alakult Kristiansand városában. A Green Carnation tagjai, X Botteri, CM Botteri és Anders Kobro alapították. Ők voltak az elsők, akik a "pagan metal" kifejezést használták. Első demójukat 1993-ban adták ki, majd rá két évre, 1995-ben az első nagylemezük is megjelent. Az albumon a black metal hangzás mellett olyan elemek párosultak, mint a női ének és a billentyűk. 1997-es második stúdióalbumukon még több női ének volt hallható, továbbá experimental (kísérletezős) jelleget mutatott a lemez. Harmadik, 1999-es albumuk kicsit eltérő hangzással rendelkezik, a zene ugyanis depresszívvé vált, ellentétben a korábbi lemezekkel.
2000-es válogatáslemezükön első három albumuk szerepel, egyes dalaikat "felújított" változatban is hallhatjuk, továbbá olyan zenekaroktól dolgoztak fel dalokat, mint a Pink Floyd, a King Crimson és a Jefferson Airplane.
Az In the Woods... 2016-ban és 2018-ban is piacra dobott albumokat. A Botteri testvérek 2016-ban kiléptek a zenekarból.

## Tagok
- Anders Kobro - dob, ütős hangszerek (1992-2000, 2014-)
- James Fogarty - ének, gitár, billentyűk (2015-)
- Kåre Andre Sletteberg - gitár (2015-)

## Korábbi tagok
- Christian "X" Botteri - gitár (1992-2000, 2014-2016)
- Christopher "CM" Botteri - basszusgitár (1992-2000, 2014-2016)
- Jan Kenneth Transeth - ének (1992-2000)
- Oddvar A:M - gitár (1992-2000, 2013-ban elhunyt)
- Bjørn Harstad - gitár (1996-1998)
- Synne Larsen - ének (1996-2000)
- Christer-André Ceterberg - gitár (1998-2000)

## Diszkográfia
- Heart of the Ages (1995)
- Omnio (1997)
- Strange in Stereo (1999)
- Pure (2016)
- Cease the Day (2018)

## Egyéb kiadványok

### Demók
- Rehearsal 1993
- Isle of Men (1993)
- Return to the Isle of Men (1996, a demó további dalokkal kiegészítve)

### Koncertalbumok
- Live at the Caledonien Hall (2003)

### Válogatáslemezek
- Three Times Seven on a Pilgrimage (2000)